# Marineland
Koordinaten: 43° 36′ 54″ N, 7° 7′ 32″ O
Das Marineland Antibes an der Côte d’Azur in Antibes, Frankreich war ein Meeres-Themenpark. Er sollte den Besuchern Delfine, Seelöwen, Seehunde und andere Meeresbewohner in mehreren Vorführungen am Tag näherbringen. Seit dem Jahr 1999 wurde der Park in kleinen Schritten erweitert, um den Tieren artgerechtere Gehege zu ermöglichen. Der Park wurde 2006 für 75 Millionen Euro von der spanischen Parkkette Parques Reunidos gekauft.
Der Park wurde am 5. Januar 2025 geschlossen.

## Geschichte
1969 erwarb der Park ein Orcaweibchen, später Calypso benannt. Sie starb nach zahlreichen Vorführungen nach nur einem Jahr. Nun wurden Becken für Delfinvorführungen gebaut und erweitert sowie ein Becken für mehrere Orcawale errichtet. Ein weiterer weiblicher Orca, der 1970 gefangen worden war, starb nach drei Jahren, nachdem eine künstliche Befruchtung nicht erfolgreich war. Delfine, Seelöwen, Seehunde und Pinguine kamen dazu und 1976 ein männlicher Orca (Kim), der nach zwei Jahren eine Orcakuh namens Betty zur Gefährtin erhielt. Insgesamt hielt man zwölf Orcas. Die zuletzt (2023) im Marineland gehaltenen Orcas wurden alle dort geboren, die beiden jüngsten bildeten schon die dritte Generation. Unter den elf großen Tümmlern sind noch drei alte Wildfänge aus den 1980er Jahren und drei Nachzuchten aus anderen Zoos.
Im Jahre 1999 wurde das neue Orcabecken mit einer 4,60 Meter hohen Glaswand zur Unterwasserbeobachtung gebaut; die Delfine zogen in das alte Becken der Orcas um. Das Orca-Becken misst 60 mal 40 Meter und ist 9 bis 10 Meter tief. Dort erfolgten bis zuletzt acht Geburten bei den Orcas und zehn bei den Delfinen. Die Seelöwen lebten dort in der dritten Generation, ebenso die Pinguine. Ab 2005 hatten die Besucher in einem speziellen Becken die Möglichkeit, Delfine unter Aufsicht eines Betreuers anzufassen und zu füttern. Ein weiteres Haus präsentierte historische Ereignisse aus Frankreich.
Jedes Tier hatte seinen individuellen Betreuer bzw. Trainer. Das Wasser für die Delfine und Orcas wurde direkt aus dem angrenzenden Meer gepumpt und gefiltert. Dadurch hatten die Meeresbewohner sehr sauberes salzhaltiges Wasser. Im Juni 2015 starb der letzte wildgefangene Orca des Parks, ein 1992 bei Island gefangenes Weibchen.
Im Oktober 2015 ereignete sich an der Küste eine massive Überflutung, bei der 90 % der Anlagen beschädigt wurden. Der Park stand teilweise einen Meter tief unter schlammigem Wasser, was für die Tiere ein massives Gesundheitsrisiko darstellte. Ungefähr 50 Fische und Schildkröten starben bei der Überschwemmung. Ein 1996 in Antibes geborenes Orcamännchen starb neun Tage nach der Flut, der Tod ließ sich, so der zoologische Leiter des Parks, jedoch nicht sicher auf die Flut zurückführen. Der Wal war der einzige männliche Orca in Menschenhand mit einer fast vollständig geraden Rückenflosse, was wohl auf die vergleichsweise tiefen Becken im Marineland zurückzuführen ist. Im März 2016, ein halbes Jahr nach der Katastrophe, wurde der Park wieder eröffnet.
Der Park wurde am 5. Januar 2025 geschlossen. Die Gründe hierfür sind neben rückläufigen Besucherzahlen, insbesondere nach der COVID-19-Pandemie, neue gesetzliche Anforderungen. Ein 2021 erlassenes französisches Gesetz gegen Tierquälerei verbietet bis 2026 die Haltung und Fortpflanzung von Walen in Gefangenschaft sowie ihre Teilnahme an Ausstellungen. Dadurch sah sich der Park erheblich in seiner Zukunft bedroht, da nach eigenen Angaben 90 % der Zuschauer den Park besuchten, um dort die Orcas zu sehen.
Die beiden zuletzt noch vorhandenen Orcas sind auch nach der Schließung des Parks noch in ihrem Becken und werden weiterhin gefüttert. Da der Park jedoch offiziell geschlossen ist, wird in Instandhaltung nicht mehr investiert und die Wasserqualität im Becken nimmt massiv ab. Zwei Umsiedlungsversuche wurden von der französischen Regierung bereits abgelehnt.

## Galerie

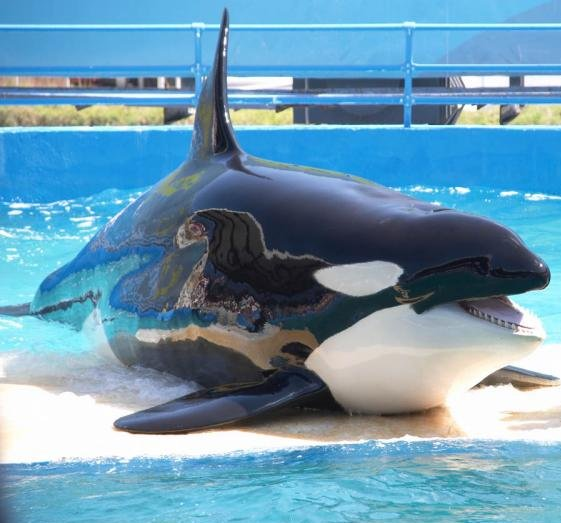
Orca
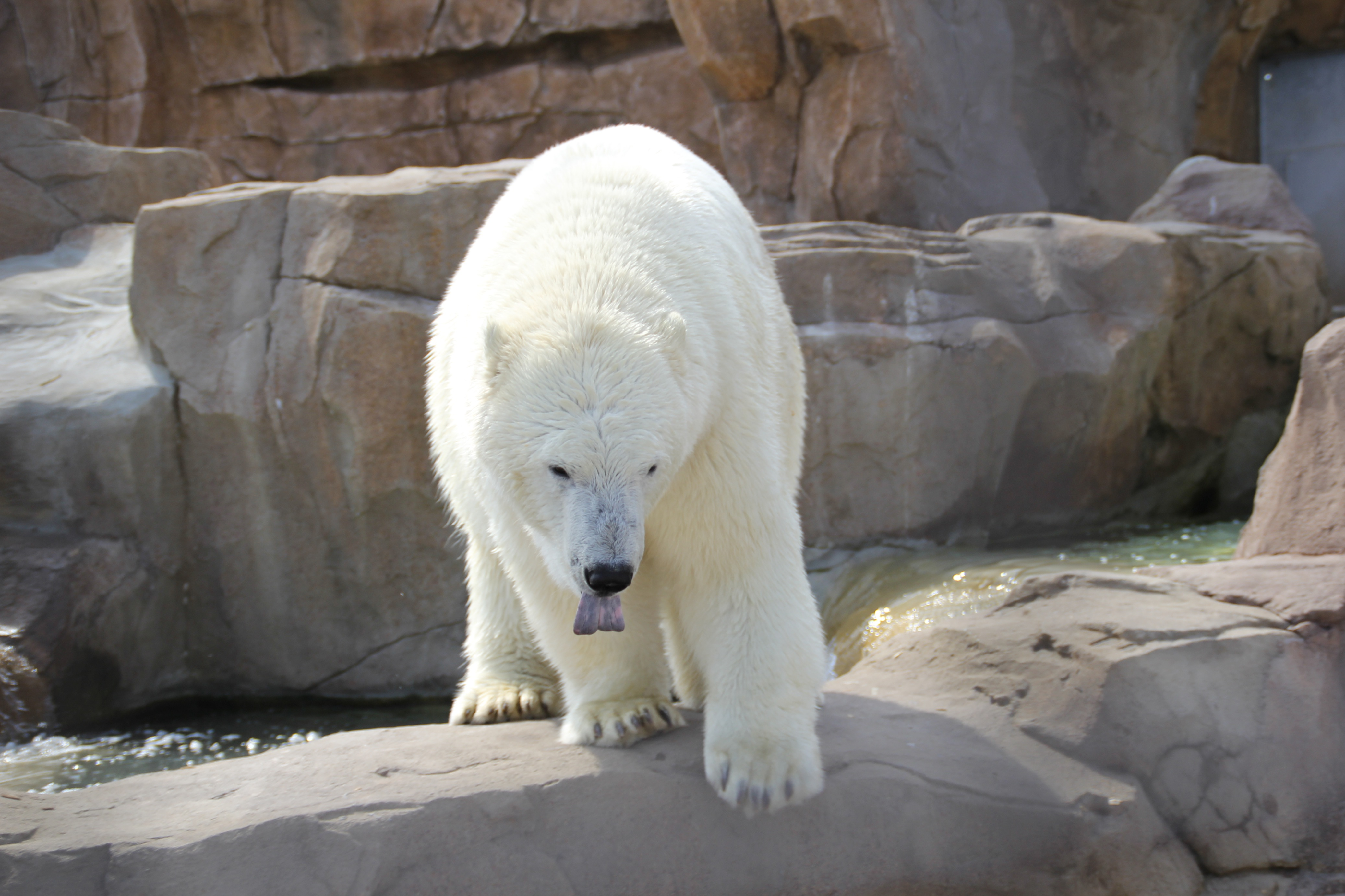
Eisbär
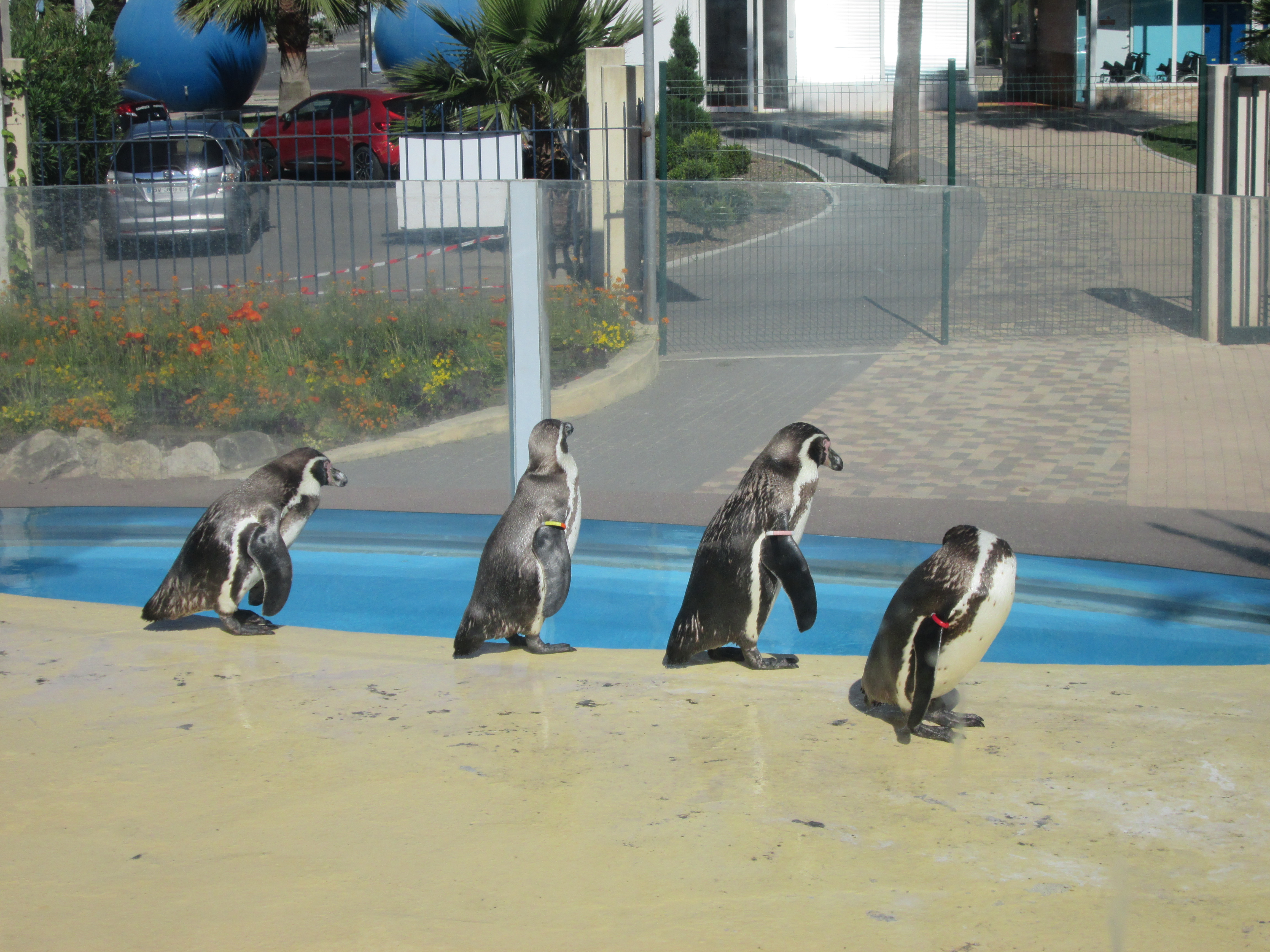
Humboldt-Pinguine
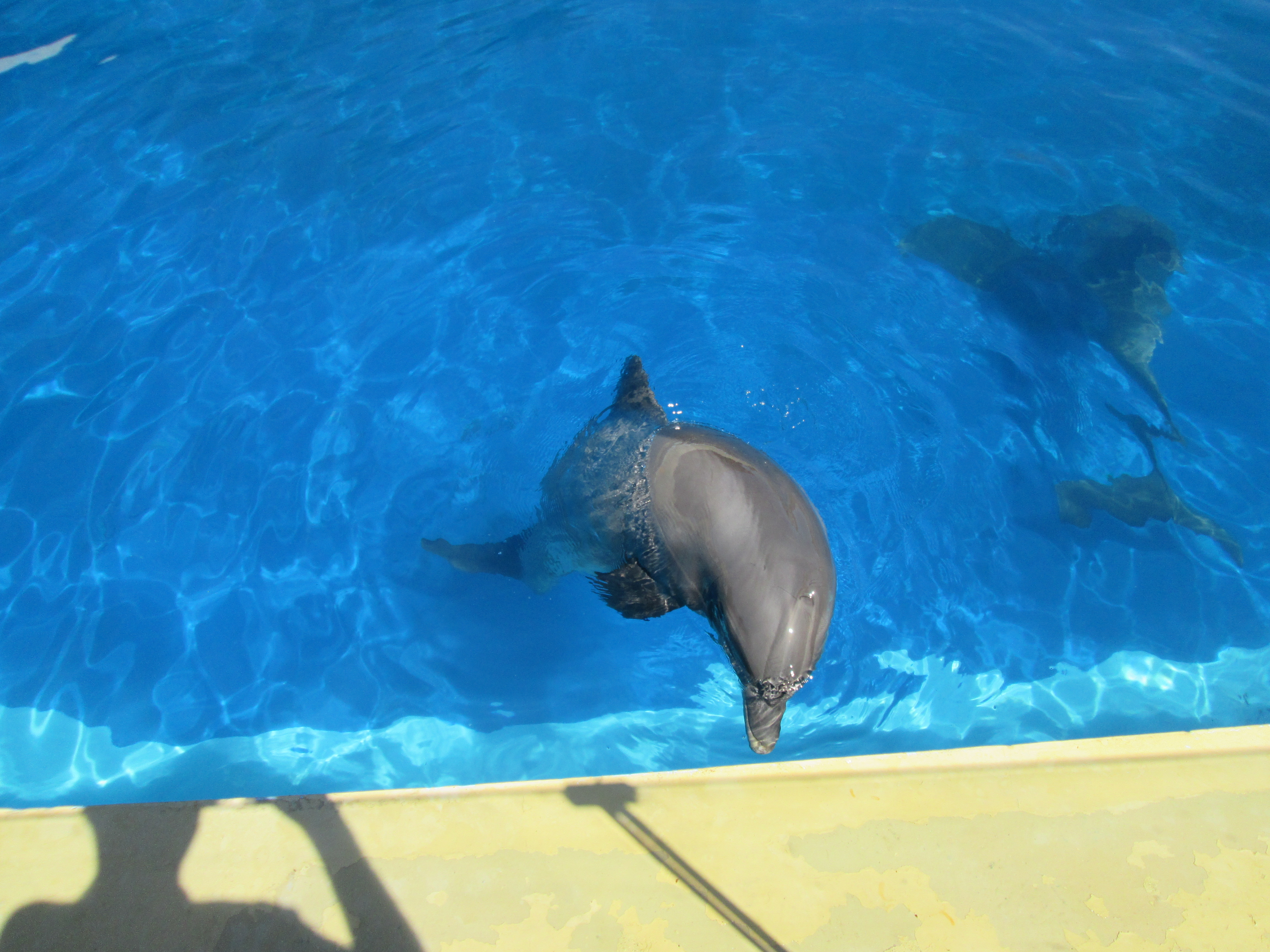
Delfin
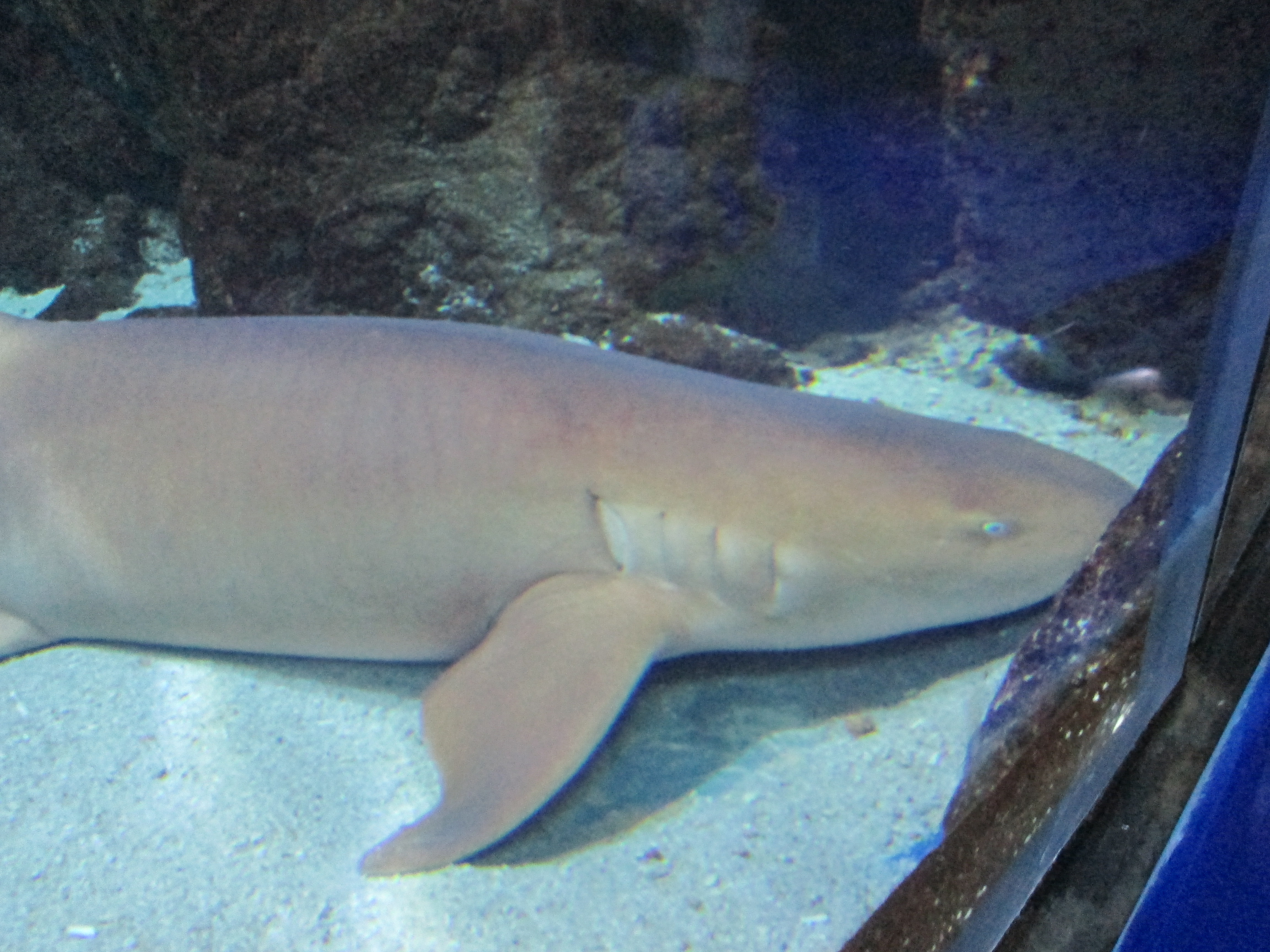
Ammenhai
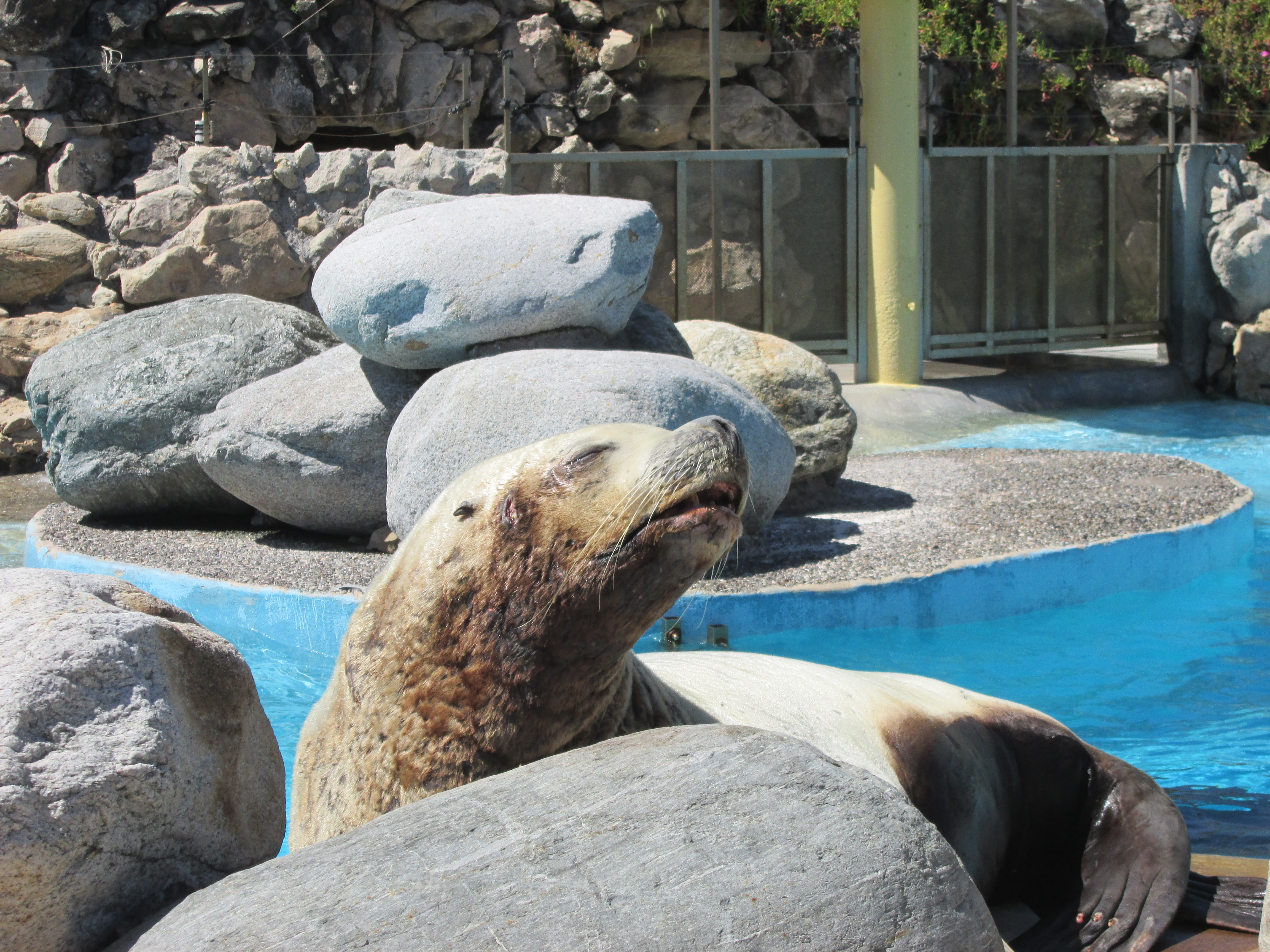
Seelöwe
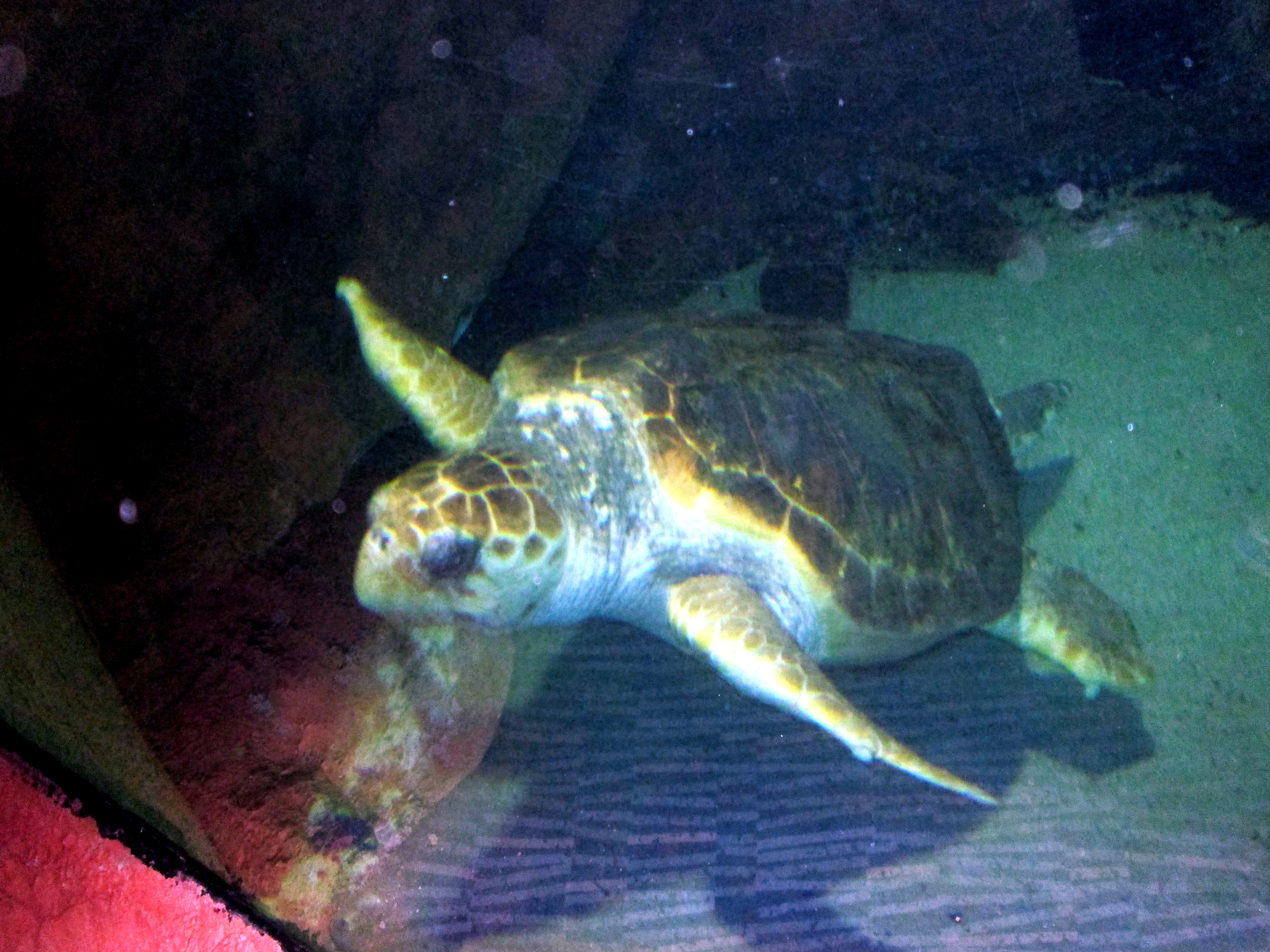
Meeresschildkröte